# Ochrosia kauaiensis
Ochrosia kauaiensis är en oleanderväxtart som beskrevs av Harold St.John. Ochrosia kauaiensis ingår i släktet Ochrosia och familjen oleanderväxter. IUCN kategoriserar arten globalt som starkt hotad. Inga underarter finns listade i Catalogue of Life.